# Box Car Racer (album)
Singles
1. I Feel So
Sortie : 24 juin 2002
2. There Is
Sortie : 1er janvier 2003

Box Car Racer est l'unique album studio du groupe américain de pop punk Box Car Racer. Il est sorti le 21 mai 2002 sur le label MCA.

## Caractéristiques artistiques

### Listes des chansons
Toutes les chansons sont écrites et composées par Tom DeLonge et Travis Barker et arrangées par Box Car Racer.
| Box Car Racer | Box Car Racer                                        | Box Car Racer | Box Car Racer | Box Car Racer | Box Car Racer | Box Car Racer | Box Car Racer | Box Car Racer | Box Car Racer |
| No            | Titre                                                | Durée         |               |               |               |               |               |               |               |
| ------------- | ---------------------------------------------------- | ------------- | ------------- | ------------- | ------------- | ------------- | ------------- | ------------- | ------------- |
| 1.            | I Feel So                                            | 4:29          |               |               |               |               |               |               |               |
| 2.            | All Systems Go                                       | 3:15          |               |               |               |               |               |               |               |
| 3.            | Watch the World                                      | 3:52          |               |               |               |               |               |               |               |
| 4.            | Tiny Voices                                          | 3:28          |               |               |               |               |               |               |               |
| 5.            | Cat Like Thief (avec Tim Armstrong et Jordan Pundik) | 4:20          |               |               |               |               |               |               |               |
| 6.            | And I                                                | 3:12          |               |               |               |               |               |               |               |
| 7.            | Letters to God                                       | 3:17          |               |               |               |               |               |               |               |
| 8.            | My First Punk Song                                   | 1:04          |               |               |               |               |               |               |               |
| 9.            | Sorrow                                               | 3:27          |               |               |               |               |               |               |               |
| 10.           | There Is                                             | 3:16          |               |               |               |               |               |               |               |
| 11.           | The End with You                                     | 3:11          |               |               |               |               |               |               |               |
| 12.           | Elevator (avec Mark Hoppus)                          | 2:45          |               |               |               |               |               |               |               |
| 13.           | Instrumental                                         | 1:58          |               |               |               |               |               |               |               |
| 41:34         |                                                      |               |               |               |               |               |               |               |               |

| A1. | I Feel So                                            | 4:29 |
| A2. | All Systems Go                                       | 3:15 |
| A3. | Watch the World                                      | 3:52 |
| A4. | Tiny Voices                                          | 3:28 |
| A5. | Cat Like Thief (avec Tim Armstrong et Jordan Pundik) | 4:20 |
| B1. | And I                                                | 3:12 |
| B2. | Letters to God                                       | 3:17 |
| B3. | My First Punk Song                                   | 1:04 |
| B4. | Sorrow                                               | 3:27 |
| B5. | There Is                                             | 3:16 |
| B6. | The End with You                                     | 3:11 |
| B7. | Elevator (avec Mark Hoppus)                          | 2:45 |
| B8. | Instrumental                                         | 1:58 |